# Руманов, Аркадий Вениаминович
Аркадий Вениаминович (Абрам-Исаак Бениаминович) Руманов (29 ноября (11 декабря) 1878, Царское Село  — 15 октября 1960, Париж) — юрист, журналист, меценат, коллекционер.

## Биография
Родился в семье часовщика 29 ноября (11 декабря) 1878 года.
После окончания в 1896 году царскосельской гимназии с золотой медалью А. В. Руманов поступил на медицинский факультет Московского университета. В мае 1898 года он обратился к ректору Московского университета с просьбой о зачислении его на первый курс юридического факультета; однако осенью этого же года он был принят студентом юридического факультета Санкт-Петербургского университета, который в те годы «был исключительно блестящ по составу профессоров»: В. И. Сергеевич, В. Н. Латкин, Л. И. Петражицкий, С. В. Ведров, В. В. Ефимов, Д. Д. Гримм. 9 апреля 1902 года Руманов получил выпускное свидетельство о прослушании им полного курса наук в Императорском Санкт-Петербургском университете. Но Государственные экзамены Руманов, по его словам, сдавал в Новороссийском университете в Одессе. Диплом же получил только в 1904 году.
Журналистскую работу начал в газете «Биржевые ведомости». Весной 1903 года Руманов отправился в Пятигорск, где занял должность секретаря редакции газеты «Кавказские Минеральные Воды». Осенью 1904 года Руманов вернулся в Санкт-Петербург. Вместе с друзьями и единомышленниками, выпускниками Петербургского университета Сергеем Маковским, Николаем Рерихом, Леонидом Семёновым-Тяншанским, Леонидом Галичем (Габриловичем), Сергеем Рафаловичем и другими он основал философско-эстетический кружок «Содружество», породивший вскоре одноименное издательство, в 1905—1906 годах, выпустившее в свет восемь книг стихотворений, прозы и художественной критики своих членов. Планировалось и издание брошюры Руманова «Революционная эстетика», в которой автор «под влиянием идей Морриса и Рескина» трактовал «искусство как фактор преобразования общества». Однако из-за прекращения деятельности издательства книга в свет не вышла.
Был помощником редактора вечернего выпуска газеты «Биржевые ведомости» (до 1912 года). С 1907 года А. В. Руманов — заведующий петербургского отдела московской газеты «Русское слово» И. Д. Сытина. После приобретения Сытиным в 1916 году популярного журнала «Нива» и «Товарищества издательского и печатного дела А. Ф. Маркс», Руманов стал директором журнала и одним из трёх директоров «Товарищества».
В годы Первой мировой войны Руманов много занимался благотворительной деятельностью.

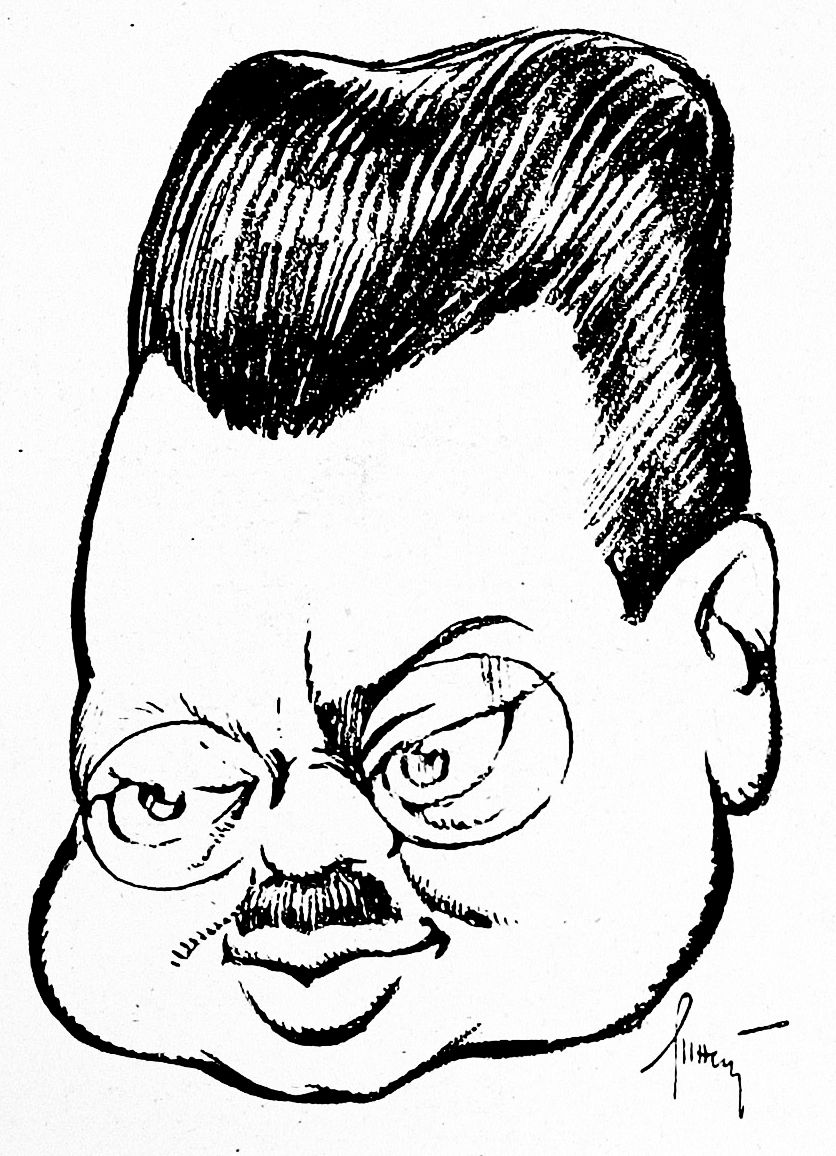
Шарж работы М. С. Линского, 1921

В конце 1918 года, после семи арестов, он эмигрировал через Скандинавию, сначала — в Англию (был представителем Политического совещания при генерале Юдениче, членом лондонского Комитета освобождения России, отвечал за сношения с английской прессой); потом — во Францию (был директором основанного П. Струве литературного агентства «Selection»; основателем и директором газеты «Cinema», посвящённой кино; сотрудничал в журналах «International Observer», «Иллюстрированная Россия»). По воспоминаниям сына Даниэля, он вложил большие деньги в создание фильма Абеля Ганса «Наполеон».
В конце 1920-х — начале 1930-х был статс-секретарём Великого князя Александра Михайловича, в связи с чем читал лекции в США, Канаде и Абиссинии. Работал как юрист, создав вместе с московским нотариусом К. И. Тихомировым юридическое бюро.
Портреты А. В. Руманова в разные годы писали и рисовали Н. Н. Гиппиус, З. Е. Серебрякова, бывший морской офицер, литератор А. В. Гефтер; его шаржировали карикатуристы В. Н. Дени и М. С. Линский.
Французским правительством был награждён орденом Офицера народного просвещения.
Во время оккупации Парижа он как еврей был вынужден скрываться. Его сестру вместе с мужем отправили в концлагерь, откуда они не вернулись, а квартира сестры, где Руманов жил, была разграблена — второй раз он потерял архив, библиотеку, новое собрание картин.
В 1944 году он начал работать секретарём редакции газеты «Русский патриот», предназначавшейся для советских военнопленных, бежавших из концлагерей и воевавших во французском Сопротивлении.
Желая вернуться на родину, он однако остался во Франции, после того как посол СССР А. Е. Богомолов уклончиво посоветовал ему ехать в Палестину.

## Коллекция
Коллекция Руманова, включавшая произведения русского и зарубежного изобразительного искусства, портретной миниатюры немецких художников XVIII в. и старинной нумизматики, имеющей «археологическую ценность», насчитывала сотни экспонатов. Художественное собрание вместе с библиотекой, состоявшей из художественной литературы, книг по истории, искусству, юриспруденции, размещались в петербургской квартире Румановых на Большой Морской улице, д. 35.

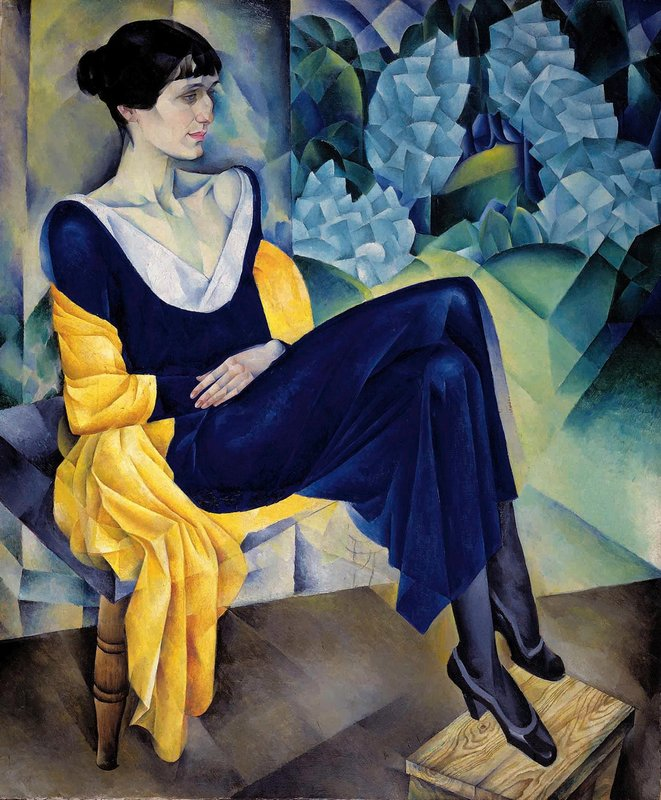
Н. И. Альтман. Портрет А. А. Ахматовой, 1914, ГРМ
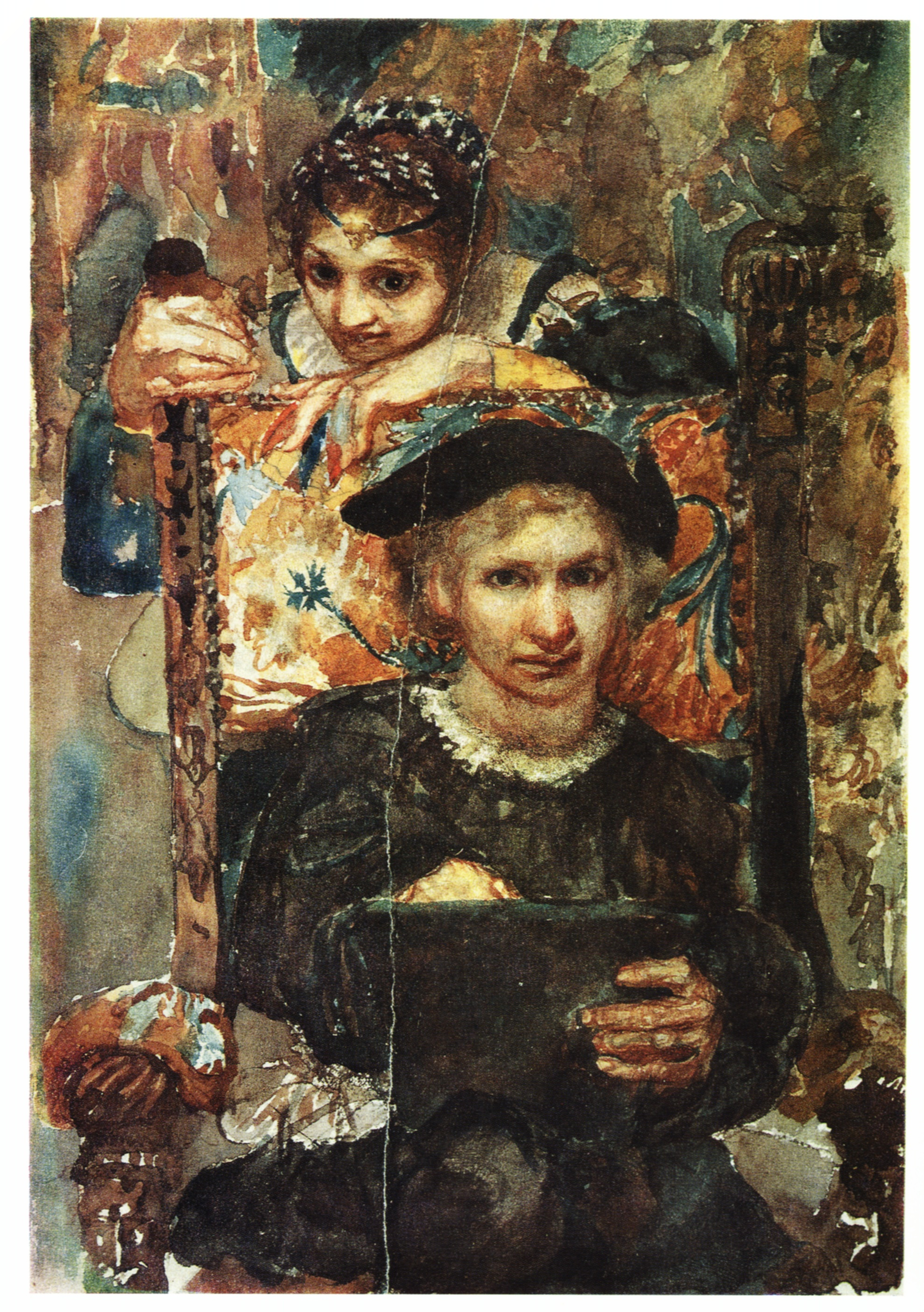
М. А. Врубель. Гамлет и Офелия, 1883, ГРМ
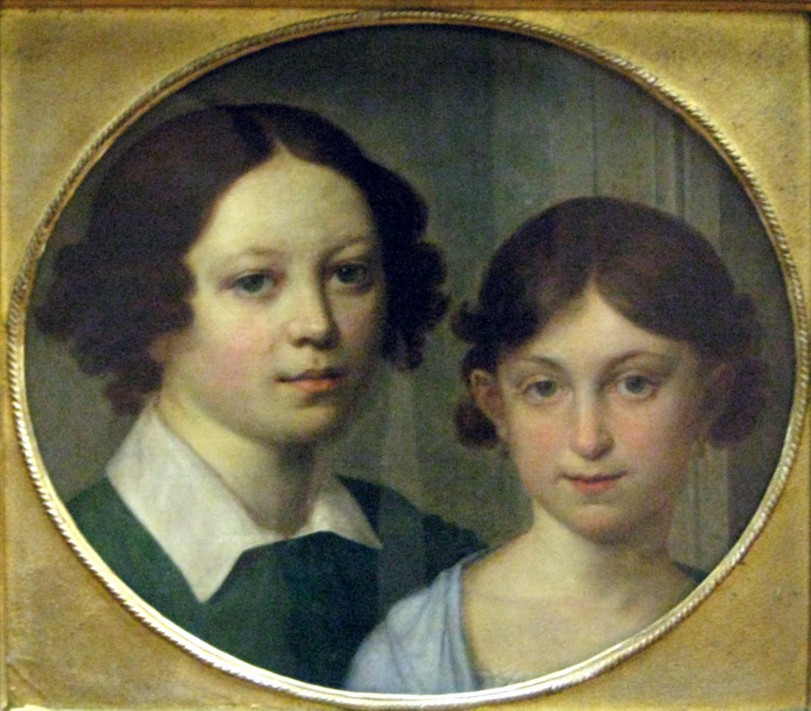
А. Г. Варнек. Портрет дочерей И. П. Мартоса, НГХМ

Собрание включало самое большое количество работ Н. К. Рериха — двадцать две.
Национализированные после эмиграции владельца произведения разошлись по многим музеям бывшего СССР. Около 150 произведений хранится в Санкт-Петербурге, в Государственном Русском музее. Среди них — «Портрет Анны Ахматовой» Н. И. Альтмана, «Гамлет и Офелия» М. А. Врубеля, картины Н. К. Рериха.
В Нижегородском художественном музее находится «Портрет дочерей скульптора И. П. Мартоса» А. Г. Варнека.
В Красноярском художественном музее им. В. И. Сурикова хранятся два произведения из собрания Руманова — «Полоскание белья» В. И. Зарубина и эскиз декораций «Путивль» к опере «Князь Игорь» Н. К. Рериха.
В «Приморской краевой картинной галерее» с 1930 года находится пастель Н. К. Рериха «Дорожка в парке».
В Костромском художественном музее находятся два произведения — «Цветы» С. Ю. Судейкина и «Вечер» Ф. А. Васильева.
В Бердянском художественном музее имени И. И. Бродского находится картина К. Я. Крыжицкого «Гроза» («Нивы»).
Местонахождение ряда картин из собрания Руманова неизвестно, в частности: акварель В. М. Васнецова «Таинство евхаристии», работы И. И. Левитана — «Пейзаж. Поле с кустарником», «Жаркий день» и «Ночной пейзаж», «Пейзаж» Г. Г. Чернецова.

## Семья
- Первая жена — пианистка Евгения (Женни) Лазаревна (Львовна) Штембер (1883—1939), сестра пианистки Эммы Львовны (Иты Лазаревны) Штембер (1880—?), двоюродная сестра литераторов Осипа Дымова и Якова Перельмана[7][8][9].
- Вторая жена — Лидия (Лия) Ефимовна Цинн (1897—1983). 
  - Их сын — Даниил (род. 1936).

## Архив
Фонд Аркадия Вениаминовича Руманова хранится в Российском государственном архиве литературы и искусства под номером 1694. Всего в фонде собрано 1027 единиц хранения за 1886–1940-е гг. Фонд включает более пятидесяти рукописей, статей и заметок Руманова: «Максим Горький», «Обед в английском парламенте», «Русский Марат» и другие, статьи о С. Ю. Витте, И. Л. Горемыкине, В. О. Ключевском и других. Кроме этого в фонде собраны биографические материалы, материалы редакторской деятельности, письма, как о Руманова, так и ему — всего от 710 корреспондентов.